# Nechráněný křižník

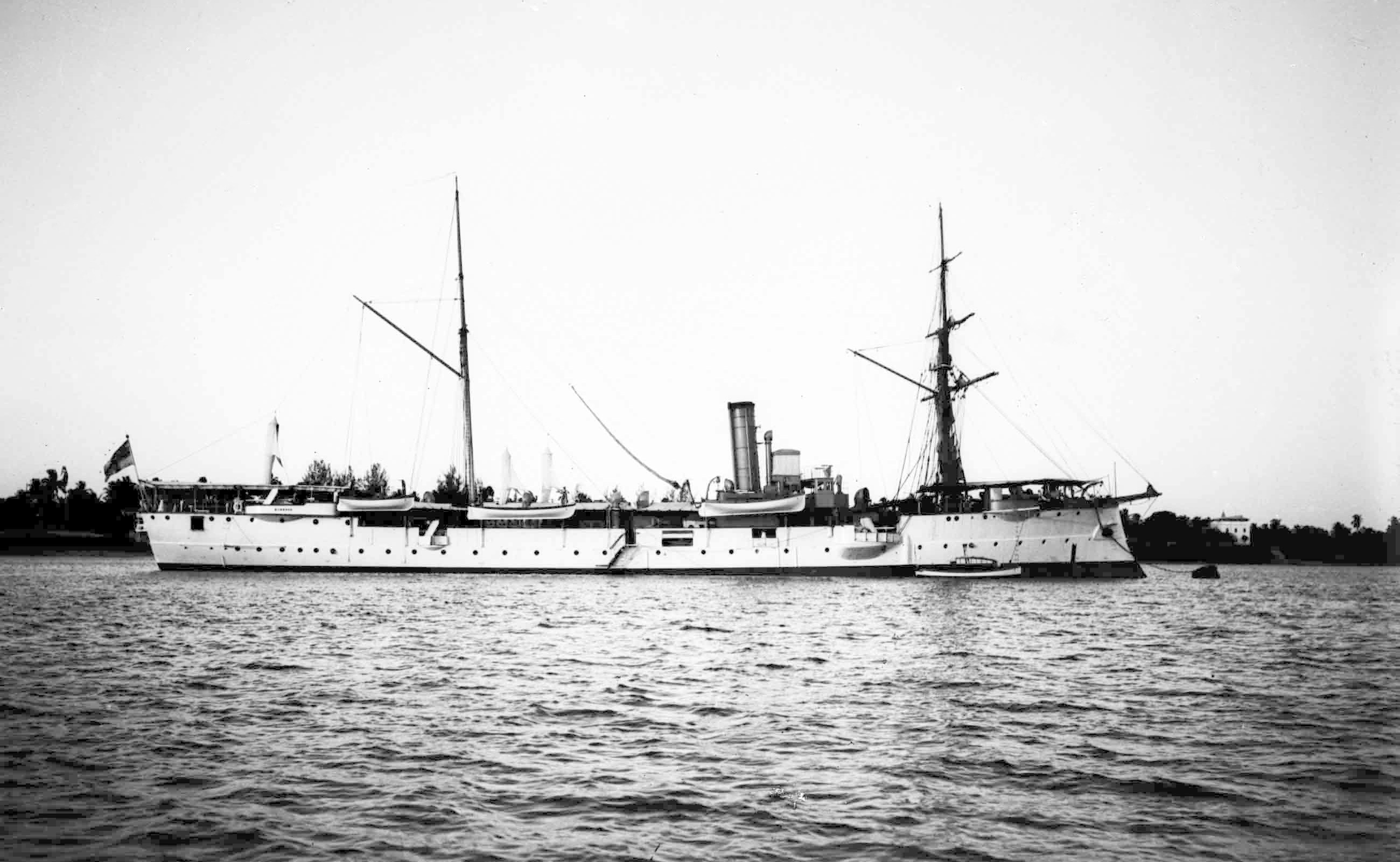
SMS Bussard německé Kaiserliche Marine

Nechráněný křižník (anglicky unprotected cruiser, německy Ungeschützter Kreuzer) byl křižník, který neměl pancéřování. Jedinou ochranu kotelen a strojoven tak tvořily pouze uhelné bunkry (Royal Navy na základě experimentů počítala dvě stopy uhlí jako ekvivalent jednoho palce pancíře z válcované nelegované oceli – tedy 609,6 mm silná vrstva uhlí jako 25,4 mm nelegované oceli).
Již za americké občanské války se objevily první nechráněné křižníky/korvety, které ještě neměly pancéřování. Jako kategorie křižníků se ale objevuje až poté, co se v sedmdesátých letech 19. století objevily obrněné a chráněné křižníky (od kterých ji bylo třeba odlišit).
Nechráněné křižníky byly stavěny a používány na přelomu 19. a 20. století, ale klasifikace se v jednotlivých loďstvech lišila: například Britové klasifikovali své nechráněné křižníky jako křižníky 3. třídy (kam ale patřily i chráněné křižníky). V jiných loďstvech splývaly s avízem, či dělovým člunem. Někdy jsou takto označovány i křižníky, které nesly slabou (ale přece jen nějakou) pancéřovou palubu (Hynek & Klučina takto klasifikují i britskou třídu Sentinel).